# Willkawayin

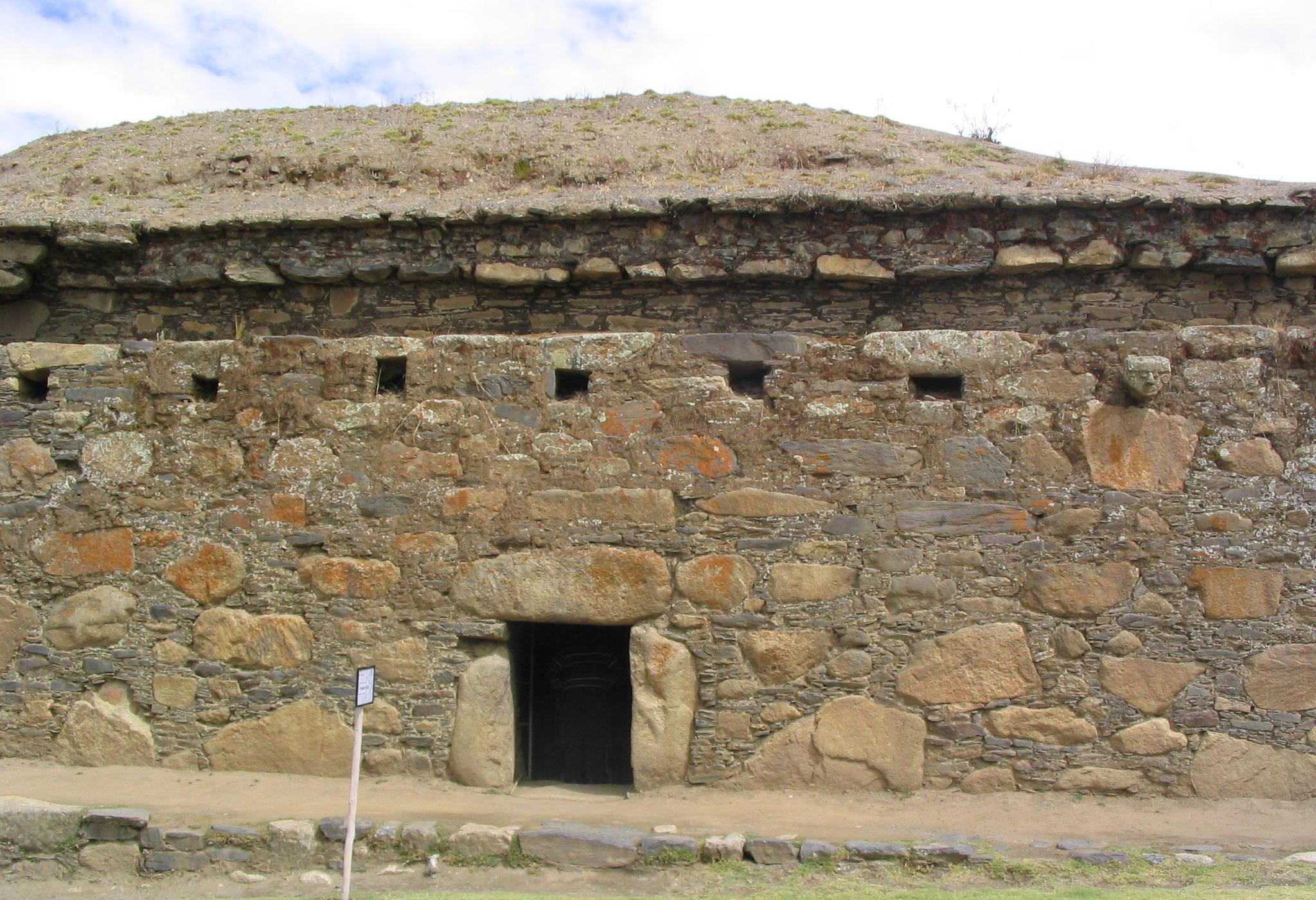
Tempel

Willkawayin (auch: Willkawain, Wilkawain oder spanisch Huilcahuain) ist ein über 1000 Jahre alter Tempel der Wari-Kultur im mittleren Peru.

## Lage
Der Tempel Willkawayin (Quechua für „Haus der Enkel“) liegt im Callejón de Huaylas, einem Abschnitt des Tals des Río Santa, an den Hängen der Cordillera Blanca am Rand eines Ortes, der ebenfalls Willkawain genannt wird.
Nur 7 km nördlich der Stadt Huaraz in einer Höhe von etwa 3400 m gelegen wird er überragt von den Gipfeln des Vallunaraju und des Ranrapalca, die sich bis in Höhen von über 5500 m und 6000 m erheben.

## Anlage
Die Tempelanlage von Willkawayin besteht aus einem oberen und einem unteren Gebäude, die etwa 10 Minuten Fußweg voneinander entfernt stehen. Die Gebäude wurden ohne Mörtel errichtet und haben trotz ihres Alters von über 1.000 Jahren bisher alle Erdbeben dieser Region ohne Schaden überstanden, besser als die meisten anderen präkolumbischen Bauwerke in Peru. Der untere Haupttempel weist einen Grundriss von etwa 11 m × 16 m auf und steht am oberen Rande eines großen Steilhangs. Die Konstruktion ist ein verkleinertes Abbild der Burganlage von Chavín de Huántar, mit vier aufeinander aufbauenden Terrassen und Treppenanlagen.

## Aufbau
Das Hauptgebäude ist aus schweren Megalith-Quadern aufgebaut, die Zwischenräume in den Außenwänden sind mit kleinformatigen Schieferplatten ausgefüllt. Auf die Außenwände ist ein Satteldach aus gewaltigen glatten Steinplatten aufgesetzt, die bis zu acht Meter lang sind. Es gibt keinerlei Fenster, lediglich Lüftungsschlitze, die die Innenräume mit Frischluft versorgen.

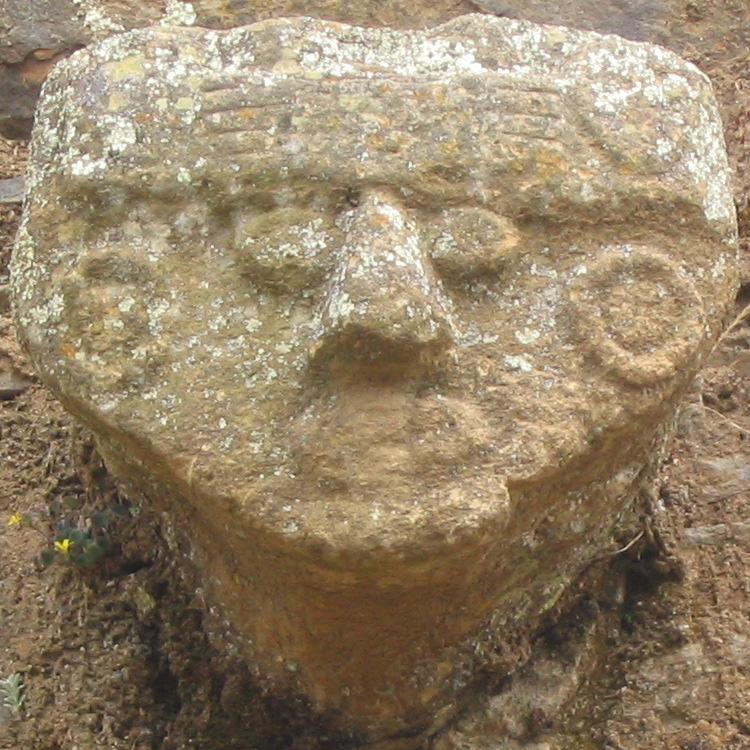
Skulptur

Unterhalb des Dachsimses ragten früher steinerne Abbildungen von Raubkatzen aus der Wand, sogenannte „cabezas clavas“, von denen aber heute nur noch zwei erhalten sind.
Eine stellt einen Kopf dar, dessen Stirn von zwei Händen bedeckt wird. Ob es eine Verbindung zu Tempeln der Kotosh-Kultur bei Huánuco gibt, wo ebenfalls Hände (in gekreuzter Form) als Symbol verwendet werden, ist unbekannt.
Das Hauptgebäude besteht im Inneren aus 17 Kammern, von denen heute einige zugänglich sind. Die Kammern sind durch Treppen und Rampen miteinander verbunden und weisen waagrechte Ventilationskanäle auf. Die meisten der Kammern sind immer noch unzugänglich und mit dem Schutt und Geröll des vergangenen Jahrtausends angefüllt.
Unter der Anlage verlaufende, möglicherweise kilometerlange Gänge, die als Fluchtwege gedient haben können, sind heute weitgehend verschüttet.

## Zuordnung
Aufgrund der Struktur der Gebäude und der Außen- und Innenverzierungen nimmt man an, dass Willkawayin zur Zeit der Wari-Kultur errichtet worden ist, eine der vor-inkaischen Regionalkulturen Südamerikas, die in der Zeit von etwa 600 bis 1100 die Küste und die westliche Andenregion des heutigen Peru beherrschte. Eine der Theorien zur Errichtung von Willkawayin geht davon aus, dass die Anlage zu ihrer Zeit ein militärischer Beobachtungsposten und Vorratslager gewesen ist.